# South Brewham
South Brewham – wieś w Anglii, w hrabstwie Somerset, w dystrykcie (unitary authority) Somerset, w civil parish Brewham. Leży 4 km od miasta Bruton. W 1931 roku civil parish liczyła 225 mieszkańców.